# Saint-Étienne-de-Chigny
Saint-Étienne-de-Chigny – miejscowość i gmina we Francji, w Regionie Centralnym, w departamencie Indre i Loara.
Według danych na rok 1990 gminę zamieszkiwały 1164 osoby, a gęstość zaludnienia wynosiła 55 osób/km² (wśród 1842 gmin Regionu Centralnego Saint-Étienne-de-Chigny plasuje się na 336. miejscu pod względem liczby ludności, natomiast pod względem powierzchni na miejscu 617.).